# Raismes
Raismes é uma comuna francesa na região administrativa de Altos da França, no departamento do Norte. Estende-se por uma área de 33.31 km². Em 2010 a comuna tinha 12 533 habitantes (densidade: 376,3 hab./km²).